# Banco Digimais
Banco Digimais, antigo Banco Renner, é um banco brasileiro inaugurado em 1981 pela família Renner, com sede em Porto Alegre. É de propriedade de Edir Macedo e controlado pelo Grupo Record. A instituição financeira é focada em crédito consignado e financiamento de veículos. Possui 7 filiais, mais de 100 mil clientes e 5 administradores-chave (contando com o Grupo Record), contando com um lucro de quase 1 bilhão de reais em 2016.
Em 25 de outubro de 2009, o grupo de mídia controlador da RecordTV, o Grupo Record, anunciou a aquisição de 40%. Em 2013, o Banco Central confirmou a operação anunciando que Edir Macedo e sua esposa, Ester Bezerra, são investidores estrangeiros, pois têm domicílio no exterior. Mas o percentual estabelecido no decreto subiu de 40% para 49% porque “foram feitos ajustes” desde que as partes decidiram fechar o negócio.
Em julho de 2020, após aval do Banco Central, Edir Macedo comprou o restante da operação do banco que pertencia à família Renner. Na ocasião, havia um plano para mudança de nome da instituição, devido a sua associação com seus proprietários originais e com a varejista Renner, também fundada pelo Grupo A. J. Renner e vendida em 1965. Em 13 de julho, a Sisbacen (sistema de informações do Banco Central) informou oficialmente a mudança de nome para Banco Digimais.